# Liste der denkmalgeschützten Objekte in Bad Gastein
Die Liste der denkmalgeschützten Objekte in Bad Gastein enthält die 62 denkmalgeschützten, unbeweglichen Objekte der Gemeinde Bad Gastein.

## Denkmäler
| Foto  |                 | Denkmal                                                                                          | Standort                                             | Beschreibung | Metadaten |
| ----- | --------------- | ------------------------------------------------------------------------------------------------ | ---------------------------------------------------- | --- | --- |
| ja    | Datei hochladen | Felsenbad/-therme Bad Gastein HERIS-ID: 82148seit 2023                                           | Bahnhofplatz 5 Standort KG: Badgastein               | Die Felsentherme wurde 1967/68 von Gerhard Garstenauer erbaut. Das Hallenbad ist ein Betonskelettbau, der Platz wurde direkt aus dem Felsen gesprengt, der im Gebäude auch noch sichtbar ist. Dadurch wurde in besonderer besonders akzentuierter Bezug von Innen und Außen erreicht. | BDA-Hist.: Q27207793 Status: Bescheid Stand der BDA-Liste: 2025-06-30 Name: Felsenbad/-therme Bad Gastein GstNr.: 89/32, 89/72, 95/2 Felsentherme Bad Gastein                                        |
| ja    | Datei hochladen | Bahnhof Bad Gastein (Aufnahmsgebäude und Personalwohnhaus) HERIS-ID: 25508 Objekt-ID: 21936      | Bahnhofplatz 10 Standort KG: Badgastein              | Geschützt am Bahnhof Bad Gastein ist das Aufnahmsgebäude mit secessionistischem Dekor, es wurde 1905 erbaut, sowie das Personalwohnhaus. | BDA-Hist.: Q107905265 Status: Bescheid Stand der BDA-Liste: 2025-06-30 Name: Bahnhof Bad Gastein (Aufnahmsgebäude und Personalwohnhaus) GstNr.: .238, .239, .240 Aufnahmsgebäude Bahnhof Bad Gastein |
| ja    | Datei hochladen | Bahnhof Bad Gastein, Personalwohnhaus HERIS-ID: 25509 Objekt-ID: 21937                           | Bahnhofplatz 11 Standort KG: Badgastein              | Das Personalwohnhaus stammt aus der Zeit um 1905. | BDA-Hist.: Q37894429 Status: Bescheid Stand der BDA-Liste: 2025-06-30 Name: Bahnhof Bad Gastein, Personalwohnhaus GstNr.: .238 Personalwohnhaus Bahnhof Bad Gastein                                  |
| ja    | Datei hochladen | Badeanlage, Naturdunstbad HERIS-ID: 22800 Objekt-ID: 19143                                       | Bismarckstraße 2 Standort KG: Badgastein             | Das Naturdunstbad entstand 1913/14 nach Plänen von Paul Geppert dem Älteren. | BDA-Hist.: Q37872731 Status: § 2a Stand der BDA-Liste: 2025-06-30 Name: Badeanlage, Naturdunstbad GstNr.: .40 Naturdunstbad Bad Gastein                                                              |
| ja    | Datei hochladen | Kath. Pfarrkirche, hll. Primus und Felizian/Preimskirche HERIS-ID: 25505 Objekt-ID: 21933        | Bismarckstraße 3 Standort KG: Badgastein             | Die Kirche wurde in der 1866–1876 erbaut und ersetzte mehrere Vorgängerkirchen, da aufgrund der Hangbewegungen immer wieder statische Schwierigkeiten auftreten. Der Bau ist neugotischer, steinsichtiger Quaderbau mit einer Turmfassade und abgestuften Strebepfeilern. Das einschiffige Langhaus geht in einen 2/8-Chorschluss über, die Einrichtung stammt überwiegend aus den 1950er-Jahren.                                                      | BDA-Hist.: Q14536510 Status: § 2a Stand der BDA-Liste: 2025-06-30 Name: Kath. Pfarrkirche, hll. Primus und Felizian/Preimskirche GstNr.: .45 St. Preimskirche Badgastein                             |
| ja BW | Datei hochladen | Hotel Mirabell-Schwaigerhaus HERIS-ID: 14452 Objekt-ID: 10687                                    | Bismarckstraße 4 Standort KG: Badgastein             | Das Schwaigerhaus stammt aus der Zeit um 1850 und wurde nach 1900 mit dem etwa gleich alten Gruberhaus zum Hotel Mirabell zusammengefasst, das nach 2020 wiederum größtenteils abgerissen wurde. Geschützt ist die Fassade sowie das kreuzgrat- und platzlgewölbte Stiegenhaus mit Wandpfeilern und Putzbändern. Bismarck verbrachte in diesem Haus etliche Kuraufenthalte.                                                                            | BDA-Hist.: Q37757436 Status: Bescheid Stand der BDA-Liste: 2025-06-30 Name: Hotel Mirabell-Schwaigerhaus GstNr.: .60 Schwaigerhaus, Bad Gastein                                                      |
| ja    | Datei hochladen | Wohnhaus, Pfarrhof, Haus St. Rupert HERIS-ID: 25510 Objekt-ID: 21939                             | Bismarckstraße 12 Standort KG: Badgastein            | | BDA-Hist.: Q37894442 Status: § 2a Stand der BDA-Liste: 2025-06-30 Name: Wohnhaus, Pfarrhof, Haus St. Rupert GstNr.: .300                                                                             |
| ja    | Datei hochladen | Pfarrhof HERIS-ID: 22805 Objekt-ID: 19149                                                        | Bismarckstraße 14 Standort KG: Badgastein            | | BDA-Hist.: Q37872745 Status: § 2a Stand der BDA-Liste: 2025-06-30 Name: Pfarrhof GstNr.: .56 |
| ja    | Datei hochladen | Kath. Filialkirche, hl. Nikolaus HERIS-ID: 25506 Objekt-ID: 21934                                | Bismarckstraße 17 Standort KG: Badgastein            | Die spätgotische Kirche stammt aus frühen 15. Jahrhundert. Das Langhaus und der eingezogene Chor mit Polygonalschluss und Strebepfeilern werden von einem steilen Satteldach überwölbt. Der angestellte Turm ist spitzbeherlmt mit Biforien- und Rundbogenfenstern. Das Gewölbe mit Achtecksternkonfiguration steigt im Inneren von einer mittigen Säule auf. Im Inneren befinden sich noch Wandmalereien aus der zweiten Hälfte des 15. Jahrhunderts. | BDA-Hist.: Q14395955 Status: § 2a Stand der BDA-Liste: 2025-06-30 Name: Kath. Filialkirche, hl. Nikolaus GstNr.: .78 Nikolauskirche Bad Gastein                                                      |
| ja    | Datei hochladen | Ehem. Kurhotel Austria HERIS-ID: 22786 Objekt-ID: 19125                                          | Kaiser Franz Josef-Straße 1 Standort KG: Badgastein  | Das Hotel Austria wurde von dem Architekten Josef Wessicken geplant und 1898 durch den Baumeister Angelo Comini errichtet. | BDA-Hist.: Q37872550 Status: Bescheid Stand der BDA-Liste: 2025-06-30 Name: Ehem. Kurhotel Austria GstNr.: .26/1 Haus Austria (Bad Gastein)                                                          |
| ja    | Datei hochladen | Kongresszentrum Bad Gastein HERIS-ID: 113717seit 2022                                            | Kaiser Franz Josef-Straße 4 Standort KG: Badgastein  | Das 1974 von Gerhard Garstenauer erbaute Kongresszentrum ist ein wichtiges Werk des österreichischen Brutalismus und hat auch durch seine Lage ortsbildprägenden Charakter. | BDA-Hist.: Q27015754 Status: Bescheid Stand der BDA-Liste: 2025-06-30 Name: Kongresszentrum Bad Gastein GstNr.: .188 Kongresshaus (Bad Gastein)                                                      |
| ja    | Datei hochladen | Hotel Weismayr HERIS-ID: 22787 Objekt-ID: 19126                                                  | Kaiser Franz Josef-Straße 6 Standort KG: Badgastein  | Das Hotel Weismayr wurde von dem Architekten Josef Wessicken geplant und 1888 errichtet. | BDA-Hist.: Q37872563 Status: Bescheid Stand der BDA-Liste: 2025-06-30 Name: Hotel Weismayr GstNr.: .150                                                                                              |
| ja    | Datei hochladen | Hotel/Pension, Haus Meran HERIS-ID: 22789 Objekt-ID: 19128                                       | Kaiser Franz Josef-Straße 11 Standort KG: Badgastein | Erbaut 1828. Erweiterung 1925/26. | BDA-Hist.: Q37872584 Status: Bescheid Stand der BDA-Liste: 2025-06-30 Name: Hotel/Pension, Haus Meran GstNr.: .1/1 Meranhaus, Bad Gastein                                                            |
| ja    | Datei hochladen | Hotel de l’Europe HERIS-ID: 22788 Objekt-ID: 19127                                               | Kaiser Franz Josef-Straße 14 Standort KG: Badgastein | Das späthistoristische Hotel wurde 1906–1909 von Matthäus Schlager erbaut. An der Südseite des Hotels befindet sich ein Jugendstilpavillon mit kleiner Glasteilung, metallenem Sockel und Zierleisten, der nunmehr den Eingang zum Gasteiner Museum bildet. Er wurde von der Linzer Kunstschlosserei Ferdinand Thilo angefertigt, wahrscheinlich nach Plänen von Leopold Führer.                                                                       | BDA-Hist.: Q14536512 Status: Bescheid Stand der BDA-Liste: 2025-06-30 Name: Hotel de l´Europe GstNr.: .259 Grand Hotel de l'Europe, Bad Gastein                                                      |
| ja    | Datei hochladen | Villa Solitude HERIS-ID: 22790 Objekt-ID: 19129                                                  | Kaiser Franz Josef-Straße 16 Standort KG: Badgastein | Die zweigeschoßige Villa weist eine spätbiedermaierliche Fassade auf. | BDA-Hist.: Q37872598 Status: Bescheid Stand der BDA-Liste: 2025-06-30 Name: Villa Solitude GstNr.: .149 Villa Solitude, Bad Gastein                                                                  |
| ja    | Datei hochladen | Wohn- und Geschäftshaus/Kurhaus Quisisana HERIS-ID: 14480 Objekt-ID: 10717                       | Kaiser Franz Josef-Straße 19 Standort KG: Badgastein | Das Quisisana wurde von dem Architekten Josef Wessicken geplant und 1901 erbaut. | BDA-Hist.: Q37759326 Status: Bescheid Stand der BDA-Liste: 2025-06-30 Name: Wohn- und Geschäftshaus/Kurhaus Quisisana GstNr.: .148/2 Kurhaus Quisisana, Bad Gastein                                  |
| ja    | Datei hochladen | Villa Victoria HERIS-ID: 14324 Objekt-ID: 10558seit 2014                                         | Kaiser Franz Josef-Straße 20 Standort KG: Badgastein | Die Villa wurde 1900–1902 von Angelo Comini erbaut. | BDA-Hist.: Q37750324 Status: Bescheid Stand der BDA-Liste: 2025-06-30 Name: Villa Victoria GstNr.: .228 Villa Victoria, Bad Gastein                                                                  |
| ja    | Datei hochladen | Villa Karlstein HERIS-ID: 22792 Objekt-ID: 19132                                                 | Kaiser Franz Josef-Straße 22 Standort KG: Badgastein | Die Villa Karlstein wurde 1907 von Alexander Zickler erbaut, Baumeister war Angelo Comini. | BDA-Hist.: Q37872629 Status: Bescheid Stand der BDA-Liste: 2025-06-30 Name: Villa Karlstein GstNr.: .271 Villa Karlstein, Bad Gastein                                                                |
| ja    | Datei hochladen | Evang. Pfarrkirche A.B., hl. Christophorus HERIS-ID: 25507 Objekt-ID: 21935                      | Kaiser Franz Josef-Straße 23 Standort KG: Badgastein | Die neugotische Kirche wurde 1868–1871 von Wilhelm Salzenberg erbaut. Sie besteht aus steinsichtigem Quadermauerwerk mit kreuzförmigen Grundriss, Dreiecksgiebelfassaden und einem spitzbehelmten Dachreiter. Das Pfarrhaus ist baulich verbunden. | BDA-Hist.: Q14396001 Status: Bescheid Stand der BDA-Liste: 2025-06-30 Name: Evang. Pfarrkirche A.B., hl. Christophorus GstNr.: .147 Christophoruskirche Bad Gastein                                  |
| ja    | Datei hochladen | Villa Hubertus HERIS-ID: 22791 Objekt-ID: 19131                                                  | Kaiser Franz Josef-Straße 24 Standort KG: Badgastein | Die Villa Hubertus wurde 1907 von Alexander Zickler erbaut, Baumeister war Angelo Comini. | BDA-Hist.: Q37872617 Status: Bescheid Stand der BDA-Liste: 2025-06-30 Name: Villa Hubertus GstNr.: .270, 32/2 Villa Hubertus, Bad Gastein                                                            |
| ja    | Datei hochladen | Kaiser Wilhelm Denkmal HERIS-ID: 22794 Objekt-ID: 19134                                          | Kaiser Wilhelm-Promenade Standort KG: Badgastein     | Das Denkmal zum Deutschen Kaiser und König von Preußen Wilhelm I. wurde 1889 errichtet. Die Büste wurde von Hermann Kokolsky modelliert. | BDA-Hist.: Q37872642 Status: § 2a Stand der BDA-Liste: 2025-06-30 Name: Kaiser Wilhelm Denkmal GstNr.: 259/4 Monument to Wilhelm I of Germany, Bad Gastein                                           |
| ja    | Datei hochladen | Hotel Mühlberger HERIS-ID: 22795 Objekt-ID: 19135                                                | Kaiserhofstraße 2 Standort KG: Badgastein            | Das Gebäude wurde zwischen 1876 und 1878 von dem Baumeister Valentin Ceconi nach Plänen des Architekten Josef Wessicken errichtet. | BDA-Hist.: Q37872653 Status: Bescheid Stand der BDA-Liste: 2025-06-30 Name: Hotel Mühlberger GstNr.: .166 Hotel Mühlberger, Bad Gastein                                                              |
| ja    | Datei hochladen | Hotel Kaiserhof HERIS-ID: 22797 Objekt-ID: 19137                                                 | Kaiserhofstraße 6 Standort KG: Badgastein            | Das Hotel Kaiserhof wurde 1899 erbaut und in den Jahren 1905 und 1925 erweitert. 1996 wurde das Hotel von Hapimag erworben, kernsaniert und im Jahr 2000 neu eröffnet. | BDA-Hist.: Q37872681 Status: Bescheid Stand der BDA-Liste: 2025-06-30 Name: Hotel Kaiserhof GstNr.: .233/1 Hotel Kaiserhof, Bad Gastein                                                              |
| ja    | Datei hochladen | Ehem. Josef Matejcek-Heim/Hotel Astoria HERIS-ID: 22796 Objekt-ID: 19136                         | Kaiserhofstraße 10 Standort KG: Badgastein           | Das typische Kurhotel wurde 1913 erbaut und erfuhr bis in die 1930er-Jahre noch mehrere Erweiterungen. | BDA-Hist.: Q37872667 Status: Bescheid Stand der BDA-Liste: 2025-06-30 Name: Ehem. Josef Matejcek-Heim/Hotel Astoria GstNr.: .351                                                                     |
| ja    | Datei hochladen | Friedhofskapelle HERIS-ID: 4500 Objekt-ID: 345                                                   | Kapellenweg 1 Standort KG: Badgastein                | Die neugotische Kapelle ist auf zwei Seiten vom Friedhof flankiert. Sie steht im Ortsteil Badbruck nördlich unterhalb des Zentrums von Badgastein. | BDA-Hist.: Q37966637 Status: § 2a Stand der BDA-Liste: 2025-06-30 Name: Friedhofskapelle GstNr.: .62 Friedhofskapelle (Bad Gastein)                                                                  |
| ja    | Datei hochladen | Kurhaus Goldeck (Villa Excelsior) HERIS-ID: 13354 Objekt-ID: 9532                                | Reitlstraße 20 Standort KG: Badgastein               | Hotel Goldeck (Villa Excelsior) wurde in den Jahren 1896 bis 1898 nach Plänen des Architekten Josef Wessicken errichtet. | BDA-Hist.: Q38176009 Status: Bescheid Stand der BDA-Liste: 2025-06-30 Name: Kurhaus Goldeck (Villa Excelsior) GstNr.: .16                                                                            |
| ja    | Datei hochladen | Ehem. Kurmittelhaus Ankerbrotwerke HERIS-ID: 16857 Objekt-ID: 13125                              | Schubertstraße 4 Standort KG: Badgastein             | Das Haus stammt von Angelo Comini aus dem Jahr 1906 und wurde später umgebaut. | BDA-Hist.: Q37832880 Status: Bescheid Stand der BDA-Liste: 2025-06-30 Name: Ehem. Kurmittelhaus Ankerbrotwerke GstNr.: .264                                                                          |
| ja    | Datei hochladen | Wasserreservoir, Thermalwasserbehälter HERIS-ID: 4496 Objekt-ID: 341                             | Straße nach Kötschachtal Standort KG: Badgastein     | | BDA-Hist.: Q37963532 Status: § 2a Stand der BDA-Liste: 2025-06-30 Name: Wasserreservoir, Thermalwasserbehälter GstNr.: .373, 210/4                                                                   |
| ja    | Datei hochladen | Altes Hotel Straubinger HERIS-ID: 25416 Objekt-ID: 21843                                         | Straubingerplatz 1 Standort KG: Badgastein           | Das Hotel wurde 1826 erbaut; die Fassade wurde 1893 neu gestaltet. | BDA-Hist.: Q37893493 Status: Bescheid Stand der BDA-Liste: 2025-06-30 Name: Altes Hotel Straubinger GstNr.: .28/3                                                                                    |
| ja    | Datei hochladen | Hotel Straubinger HERIS-ID: 22798 Objekt-ID: 19139                                               | Straubingerplatz 2 Standort KG: Badgastein           | Das Hotel wurde 1840–1843 errichtet. Der Anbau zum Hotel wurde 1880 nach Plänen von Josef Wessicken errichtet. Im Jahr 1893 wurde die Fassade neu gestaltet. Am 1. September 2023 wurde das sanierte Hotel Straubinger wiedereröffnet. | BDA-Hist.: Q37872695 Status: Bescheid Stand der BDA-Liste: 2025-06-30 Name: Hotel Straubinger GstNr.: .28/1, .28/2, .36/1 Hotel Straubinger, Bad Gastein                                             |
| ja    | Datei hochladen | Altes Postamtsgebäude HERIS-ID: 11504 Objekt-ID: 7605                                            | Straubingerplatz 3 Standort KG: Badgastein           | Das alte Postamtsgebäude wurde 1887/88 nach einem Entwurf des Architekten Josef Wessicken errichtet. | BDA-Hist.: Q38103118 Status: Bescheid Stand der BDA-Liste: 2025-06-30 Name: Altes Postamtsgebäude GstNr.: .35 Alte Post Bad Gastein                                                                  |
| ja    | Datei hochladen | Hotel Badeschloss HERIS-ID: 22799 Objekt-ID: 19142                                               | Straubingerplatz 4a Standort KG: Badgastein          | Das Hotel ist ein klassizistischer Bau, das 1791–1794 von Wolfgang Hagenauer errichtet wurde. Aus dem Jahr 1794 stammt auch der angebaute kleine Seitentrakt. An das Gebäude ist ein terrassenartig ein Geschäftslokal mit Stiegenaufgang angebaut, dieser Zusatz stammt von Hans Prutscher aus dem Jahr 1924/25 | BDA-Hist.: Q15115225 Status: Bescheid Stand der BDA-Liste: 2025-06-30 Name: Hotel Badeschloss GstNr.: .30, .32 Badeschloss (Bad Gastein)                                                             |
| ja    | Datei hochladen | Wohn- und Geschäftshaus, Haus am Wasserfall HERIS-ID: 4495 Objekt-ID: 340                        | Straubingerplatz 5 Standort KG: Badgastein           | | BDA-Hist.: Q37963060 Status: Bescheid Stand der BDA-Liste: 2025-06-30 Name: Wohn- und Geschäftshaus, Haus am Wasserfall GstNr.: .29                                                                  |
| ja    | Datei hochladen | E-Werk/Umspannwerk, Kraftwerk am Wasserfall HERIS-ID: 4493 Objekt-ID: 338                        | Wasserfallstraße 7 Standort KG: Badgastein           | Das Kraftwerk wurde 1914 nach Plänen von Leopold Führer, einem Schüler Otto Wagners, errichtet. Im Vollausbau 1925 lieferte es 11,5 Mio kWh. Das Kraftwerk wurde 1995 stillgelegt. | BDA-Hist.: Q37961958 Status: § 2a Stand der BDA-Liste: 2025-06-30 Name: E-Werk/Umspannwerk, Kraftwerk am Wasserfall GstNr.: .42 Wasserkraftwerk Bad Gastein                                          |
| ja    | Datei hochladen | Straßenbrücke, Wasserfallbrücke HERIS-ID: 4497 Objekt-ID: 342                                    | Standort KG: Badgastein                              | | BDA-Hist.: Q37964237 Status: § 2a Stand der BDA-Liste: 2025-06-30 Name: Straßenbrücke, Wasserfallbrücke GstNr.: 787/1, 770/3 Wasserfallbrücke Bad Gastein                                            |
| ja    | Datei hochladen | Gartenportal, Portal zur Kaiser Franz Josefs Quelle HERIS-ID: 4494 Objekt-ID: 339                | Standort KG: Badgastein                              | | BDA-Hist.: Q37962342 Status: § 2a Stand der BDA-Liste: 2025-06-30 Name: Gartenportal, Portal zur Kaiser Franz Josefs Quelle GstNr.: 125/1 Kaiser Franz Josefs Quelle, Bad Gastein                    |
| ja    | Datei hochladen | Ehem. Haltestelle Böckstein HERIS-ID: 26645 Objekt-ID: 23134                                     | Blümlweg 7 Standort KG: Böckstein                    | | BDA-Hist.: Q37903117 Status: Bescheid Stand der BDA-Liste: 2025-06-30 Name: Ehem. Haltestelle Böckstein GstNr.: .188                                                                                 |
| ja    | Datei hochladen | Bauernhof (Anlage), Ullmanngut (Lukas-Lehen) HERIS-ID: 4498 Objekt-ID: 343                       | Böcksteiner Bundesstraße 80 Standort KG: Böckstein   | Das Ullmann- oder Lukasgut entspricht dem Typus des Altgasteiner Bauernhofes und ist vermutlich um die 400 Jahre alt, wie die Inschrift auf der Tafel nahelegt. | BDA-Hist.: Q37965020 Status: § 2a Stand der BDA-Liste: 2025-06-30 Name: Bauernhof (Anlage), Ullmanngut (Lukas-Lehen) GstNr.: .83 Lukasgut                                                            |
| ja    | Datei hochladen | Bauernhof, Hirschaugut HERIS-ID: 4499 Objekt-ID: 344                                             | Hirschaustraße 5 Standort KG: Böckstein              | Der Haufenhof steht in Hirschau am südlichen Ortsende von Badgastein. Das Erdgeschoß des Wohnhauses ist gezimmert, die oberen Stockwerke sind in Kopfschrot gezimmert. | BDA-Hist.: Q37965532 Status: Bescheid Stand der BDA-Liste: 2025-06-30 Name: Bauernhof, Hirschaugut GstNr.: .5                                                                                        |
| ja    | Datei hochladen | Comini Villa (Bliemhäusl) HERIS-ID: 22806 Objekt-ID: 19151                                       | K. H. Waggerl-Straße 33 Standort KG: Böckstein       | | BDA-Hist.: Q37872760 Status: Bescheid Stand der BDA-Liste: 2025-06-30 Name: Comini Villa (Bliemhäusl) GstNr.: .95 Bliemhäusl                                                                         |
| ja    | Datei hochladen | ehem. Direktionsvilla HERIS-ID: 24854 Objekt-ID: 21264                                           | Karl Imhof-Ring 1 Standort KG: Böckstein             | Das Direktionsgebäude (oder Pochersalon) wurde 1880 als Pochwerk erbaut und 1912 aufgestockt sowie umgebaut. | BDA-Hist.: Q37887855 Status: Bescheid Stand der BDA-Liste: 2025-06-30 Name: ehem. Direktionsvilla GstNr.: .22/1 Montansiedlung Direktionsgebäude                                                     |
| ja    | Datei hochladen | Ehem. Pochwerk, Werkmeisterhaus HERIS-ID: 24855 Objekt-ID: 21265                                 | Karl Imhof-Ring 3 Standort KG: Böckstein             | Die Fassade des zweigeschoßigen Hauses mit steilem Schopfdach entstand um 1780. | BDA-Hist.: Q37887876 Status: Bescheid Stand der BDA-Liste: 2025-06-30 Name: Ehem. Pochwerk, Werkmeisterhaus GstNr.: .22/3, .22/2 Montansiedlung Werkmeisterhaus                                      |
| ja    | Datei hochladen | Säumerstall HERIS-ID: 24857 Objekt-ID: 21267                                                     | bei Karl Imhof-Ring 4 Standort KG: Böckstein         | Der Säumer- oder auch Samerstall in Böckstein wurde 1745 als Pferde- und Sackzieherstall erbaut. Er ist nunmehr ein Teil des Montanmuseums Altböckstein | BDA-Hist.: Q64692191 Status: Bescheid Stand der BDA-Liste: 2025-06-30 Name: Säumerstall GstNr.: .21 Säumerstall Altböckstein                                                                         |
| ja    | Datei hochladen | Wäscherhaus (Arbeiterhaus) HERIS-ID: 24856 Objekt-ID: 21266                                      | Karl Imhof-Ring 8 Standort KG: Böckstein             | Das Wäscherhaus ist mit 1782 bezeichnet. Auf einem Erdgeschoß aus Bruchstein ruht ein Obergeschoß in Blockbauweise. | BDA-Hist.: Q37887896 Status: Bescheid Stand der BDA-Liste: 2025-06-30 Name: Wäscherhaus (Arbeiterhaus) GstNr.: .20 Wäscherhaus, Böckstein                                                            |
| ja    | Datei hochladen | Ehem. Goldschlämmanlage HERIS-ID: 24860 Objekt-ID: 21270                                         | Karl Imhof-Ring 9a Standort KG: Böckstein            | Die Goldschlämmanlage wurde um 1750 auf dem neuesten technischen Stand errichtet und diente ab 1912 als Magazin. | BDA-Hist.: Q37887942 Status: Bescheid Stand der BDA-Liste: 2025-06-30 Name: Ehem. Goldschlämmanlage GstNr.: .23/2 Montansiedlung Goldschlaemmanlage                                                  |
| ja    | Datei hochladen | Colloredohaus, Imhof-Stöckl HERIS-ID: 24858 Objekt-ID: 21268                                     | Karl Imhof-Ring 9b Standort KG: Böckstein            | Der zweigeschoßige gemauerte Bau unter einem Walmdach mit einer umlaufenden Hohlkehle zeigt eine barocke Fenstergliederung. Der südliche Anbau war ein eingeschoßiges Magazin und ehemaliger Waschkolben, der Anbau trägt ein hohes barockes Walmdach mit zwei Reihen Gaupen. | BDA-Hist.: Q37887924 Status: Bescheid Stand der BDA-Liste: 2025-06-30 Name: Colloredohaus, Imhof-Stöckl GstNr.: .23/1 Montansiedlung Colloredohaus, Imhof-Stöckl                                     |
| ja    | Datei hochladen | Salzmagazin, Salzstadl; Montanmuseum (Brennholzmagazin) HERIS-ID: 24861 Objekt-ID: 21271         | Karl Imhof-Ring 10 Standort KG: Böckstein            | Der ehemalige Salzstadel der Montansiedlung fungiert nun als Hauptgebäude des Montanmuseums Altböckstein. | BDA-Hist.: Q64692192 Status: Bescheid Stand der BDA-Liste: 2025-06-30 Name: Salzmagazin, Salzstadl; Montanmuseum (Brennholzmagazin) GstNr.: .19 Montanmuseum Böckstein                               |
| ja    | Datei hochladen | Schule HERIS-ID: 62285 Objekt-ID: 74816                                                          | Karl Imhof-Ring 12 Standort KG: Böckstein            | Die Alte Schule (seit etwa 1800) wurde nach 1741 als Badehaus erbaut. | BDA-Hist.: Q38099455 Status: § 2a Stand der BDA-Liste: 2025-06-30 Name: Schule GstNr.: .18 Schule Böckstein                                                                                          |
| ja    | Datei hochladen | Pfarrhof HERIS-ID: 24862 Objekt-ID: 21272                                                        | neben Karl Imhof-Ring 22 Standort KG: Böckstein      | Der Pfarrhof wurde 1742 als Bergverwalterhaus errichtet. Er gilt als das älteste noch existierende Gebäude des Bad Gasteiner Ortsteils Böckstein. | BDA-Hist.: Q37887965 Status: Bescheid Stand der BDA-Liste: 2025-06-30 Name: Pfarrhof GstNr.: .15/2 Pfarrhof Böckstein                                                                                |
| ja    | Datei hochladen | Brunnen, Steintrog HERIS-ID: 24864 Objekt-ID: 21274                                              | vor Karl Imhof-Ring 20 Standort KG: Böckstein        | Steinerne Schale mit Dietrichstein-Wappen, bez. 1748. | BDA-Hist.: Q37887997 Status: § 2a Stand der BDA-Liste: 2025-06-30 Name: Brunnen, Steintrog GstNr.: 132/4 Steintrog near Karl Imhof-Ring 20, Böckstein                                                |
| ja    | Datei hochladen | Wohnhaus, Alte Schmiede HERIS-ID: 24865 Objekt-ID: 21275                                         | Karl Imhof-Ring 27 Standort KG: Böckstein            | | BDA-Hist.: Q37888012 Status: Bescheid Stand der BDA-Liste: 2025-06-30 Name: Wohnhaus, Alte Schmiede GstNr.: .24 Montansiedlung Alte Schmiede                                                         |
| ja    | Datei hochladen | Station I, Talstation Doppelsesselbahn-Schideck HERIS-ID: 113253seit 2022                        | bei Naßfeld 2a Standort KG: Böckstein                | Die Stationsgebäude der Doppelsesselbahn Schideck wurden 1972 nach Plänen von Gerhard Garstenauer erbaut. | BDA-Hist.: Q112943334 Status: Bescheid Stand der BDA-Liste: 2025-06-30 Name: Station I, Talstation Doppelsesselbahn-Schideck GstNr.: 448/9 Doppelsesselbahn Schideck                                 |
| BW    | Datei hochladen | Station II, Station über dem Antriebsgebäude Doppelsesselbahn-Schideck HERIS-ID: 113254seit 2022 | bei Naßfeld 40 Standort KG: Böckstein                | siehe Station I | BDA-Hist.: Q112943353 Status: Bescheid Stand der BDA-Liste: 2025-06-30 Name: Station II, Station über dem Antriebsgebäude Doppelsesselbahn-Schideck GstNr.: 438/2 Doppelsesselbahn Schideck          |
| ja BW | Datei hochladen | Station III, Beobachtungsstation Doppelsesselbahn-Schideck HERIS-ID: 113255seit 2022             | bei Naßfeld 2c Standort KG: Böckstein                | siehe Station I | BDA-Hist.: Q112943354 Status: Bescheid Stand der BDA-Liste: 2025-06-30 Name: Station III, Beobachtungsstation Doppelsesselbahn-Schideck GstNr.: 434/1 Doppelsesselbahn Schideck                      |
| ja    | Datei hochladen | Kath. Pfarrkirche hl. Maria, Mutter vom Guten Rat HERIS-ID: 24853 Objekt-ID: 21263               | Siegmundsweg 1 Standort KG: Böckstein                | → Hauptartikel : Maria, Mutter vom Guten Rat (Böckstein) f1 | BDA-Hist.: Q14399856 Status: § 2a Stand der BDA-Liste: 2025-06-30 Name: Kath. Pfarrkirche hl. Maria, Mutter vom Guten Rat GstNr.: .13 Pfarrkirche hl. Maria Mutter vom Guten Rat Böckstein           |
| ja    | Datei hochladen | Landhaus Herta, Vereins- und Lesehaus der Arbeiter Böcksteins HERIS-ID: 25372 Objekt-ID: 21799   | Stöcklstraße 3 Standort KG: Böckstein                | | BDA-Hist.: Q37893013 Status: Bescheid Stand der BDA-Liste: 2025-06-30 Name: Landhaus Herta, Vereins- und Lesehaus der Arbeiter Böcksteins GstNr.: 253/19                                             |
| ja    | Datei hochladen | Gusseisenbrunnen HERIS-ID: 24863 Objekt-ID: 21273                                                | Standort KG: Böckstein                               | Dies ist der älteste Gusseisenbrunnen Europas. Erworben wurde er von Kaiser Franz Josef I. bei der Pariser Weltausstellung 1878. Aufgestellt wurde er laut Inschrifttafel 1880, tatsächlich jedoch 1881. | BDA-Hist.: Q37887983 Status: § 2a Stand der BDA-Liste: 2025-06-30 Name: Gusseisenbrunnen GstNr.: 141/1 Gusseisenbrunnen Böckstein                                                                    |
| ja    | Datei hochladen | Schmerzensmannkapelle HERIS-ID: 26637 Objekt-ID: 23125                                           | Standort KG: Böckstein                               | Die rechteckige Kapelle mit Zeltdach steht am Kirchberg. Die Darstellung Christi als Schmerzensmann in der Rundbogennische stammt aus dem Jahr 1851. | BDA-Hist.: Q37903046 Status: § 2a Stand der BDA-Liste: 2025-06-30 Name: Schmerzensmannkapelle GstNr.: 135 Schmerzensmannkapelle, Böckstein                                                           |
| ja    | Datei hochladen | Pulverturm HERIS-ID: 26642 Objekt-ID: 23130                                                      | nordöstlich Naßfelderweg 2 Standort KG: Böckstein    | | BDA-Hist.: Q37903074 Status: Bescheid Stand der BDA-Liste: 2025-06-30 Name: Pulverturm GstNr.: .51 Pulverturm, Böckstein                                                                             |
| ja    | Datei hochladen | Ehem. Bergstation mit Achslagertürmen der Radhausbergbahn HERIS-ID: 12626 Objekt-ID: 8780        | Standort KG: Böckstein                               | Die Radhausbergbahn wurde 1804 vom Salzburger Ingenieur Joseph Gainschnigg als erste Standseilbahn in den Ostalpen errichtet. Die Anlage war eine Windenbahn zum Transport von Erz, auch Personentransporte wurden ausgeführt. Die Antriebskraft für die Bergfahrt lieferte ein Wasserrad mit einem Durchmesser von 15,5 m. | BDA-Hist.: Q38134574 Status: Bescheid Stand der BDA-Liste: 2025-06-30 Name: Ehem. Bergstation mit Achslagertürmen der Radhausbergbahn GstNr.: 432/1, .124, .125                                      |
| ja    | Datei hochladen | Tauerntunnel, Tunnelportal-Nord, Salzburger Seite HERIS-ID: 26646 Objekt-ID: 23135               | Standort KG: Böckstein                               | Der Tauerntunnel wurde 1901–1909 errichtet. 2004 gab es Optimierungsmaßnahmen, die zu einer teilweisen Freilegung führten, sodass das nördliche Portal heute neben der Strecke freisteht. | BDA-Hist.: Q64486793 Status: Bescheid Stand der BDA-Liste: 2025-06-30 Name: Tauerntunnel, Tunnelportal-Nord, Salzburger Seite GstNr.: 509 Tauerntunnel - altes Nordportal                            |
| ja    | Datei hochladen | Mausoleum für Karl Arnold HERIS-ID: 244688seit 2024                                              | nördlich Stappitz 89 Standort KG: Böckstein          | Das achteckige Mausoleum für Karl Arnold wurde 1925 errichtet. Anmerkung: Das Mausoleum steht an der Grenze zwischen den Gemeinden Bad Gastein und Mallnitz unweit des Hannoverhauses. | BDA-Hist.: Q122492919 Status: Bescheid Stand der BDA-Liste: 2025-06-30 Name: Mausoleum für Karl Arnold GstNr.: 392, 575/3 Karl-Arnold-Mausoleum                                                      |